# Монбазон, Эркюль де Роган
Эркю́ль де Рога́н, 2-й принц де Гемене (фр. Hercule de Rohan; 27 августа 1568 — 16 октября 1654) — глава богатейшего в Бретани рода Роганов, губернатор Парижа, Пикардии и ряда других областей. В молодости был известен как граф де Рошфор, после смерти старшего бездетного брата Луи VII де Рогана, унаследовал в 1589 титул 2-го герцога де Монбазон.

## Биография
Эркюль де Роган, верный слуга королей Генриха III и Генриха IV, принадлежал к старшей линии рода Роганов. Он был сыном Луи VI де Рогана (1540—1611), 1 принца де Гемене, и Леоноры де Роган (1539—1583), наследственной графини де Рошфор.
Он был кавалером ордена Святого Духа, генерал-лейтенантом в Бретани и губернатором Нанта в 1598 году.
С 1602 до 1643 года являлся главным ловчим Франции, а затем был губернатором и генерал-лейтенантом Парижа и Иль-де-Франса, губернатором Пикардии. В 1610 году находился в королевской карете во время убийства Генриха IV Равальяком и был ранен.
Первым браком был женат на вдове своего старшего брата Людовика, Мадлен де Ленонкур (из бретонской ветви Монморанси). В 1628 году женился на Марии де Бретань-Авогур, одной из самых красивых женщин того времени, впоследствии игравшей заметную роль во времена Фронды и известной как «герцогиня де Монбазон».
Умер в безденежье в 1654 году. Захоронен в церкви деревни Рошфор-ан-Ивелин (департамент Ивелин, регион Иль-де-Франс) в часовне, называемой «Часовней принцев».

## Семья и дети

Герб Роган-Гемене

От двух браков герцога де Монбазона происходят все последующие французские Роганы.
- 1-я жена: (с 1594) Мадлен де Ленонкур (1576 — 28 августа 1602) из рода Монморанси, дочь Анри III де Ленонкура и Франсуазы де Лаваль. Имели 2-х детей:
  1. Луи VIII де Роган (5 августа 1598 — 18 февраля 1667), 3-й герцог де Монбазон, 3 принц де Гемене;
  2. Мария де Роган (декабрь 1600 — 12 августа 1679), знаменитая Герцогиня де Шеврез.

- 2-я жена: (с 5 марта 1628) Мария де Бретань-Авогур (1610 — 28 апреля 1657), герцогиня де Монбазон, дочь Клода I де Бретань-Авогур, графа де Вертю и Екатерины Фуке. Имели 3-х детей, в том числе:

- 1. Мария Элеонора де Роган (1630 — 8 апреля 1682), умерла, не оставив потомства;
  2. Франсуа де Роган (1630 — 24 августа 1712), граф де Рошфор, 1-й принц де Субиз.
  3. Анна де Роган (1640 — 29 октября 1684), жена Луи-Шарля д’Альбера, 2-го герцога де Люина. Мать Жанны Батисты д’Альбер де Люин (1670—1736), любовницы Виктора Амадея II